# ゆうかり
ゆうかりは、新日本海フェリーが運航しているフェリー。

## 概要
IHIマリンユナイテッド横浜工場で建造され、2003年2月2日に新潟～小樽航路に就航した。先に建造されたらいらっく同様、2000年11月に施行された高齢者、身体障害者等の公共交通機関を利用した移動の円滑化の促進に関する法律（交通バリアフリー法）に準拠した設計となっている。全長は巨大船に該当しない限界の199.90mとされた。
らいらっくと本船の就航により、従来、新潟～小樽航路に就航していたフェリーあざれあ、フェリーしらかばは、敦賀～新潟～秋田～小樽航路の寄港便に転配された。
2017年6月28日、「あざれあ」の就航に伴い苫小牧東-秋田-新潟-敦賀航路へ転配された。

## 船体

### 船室

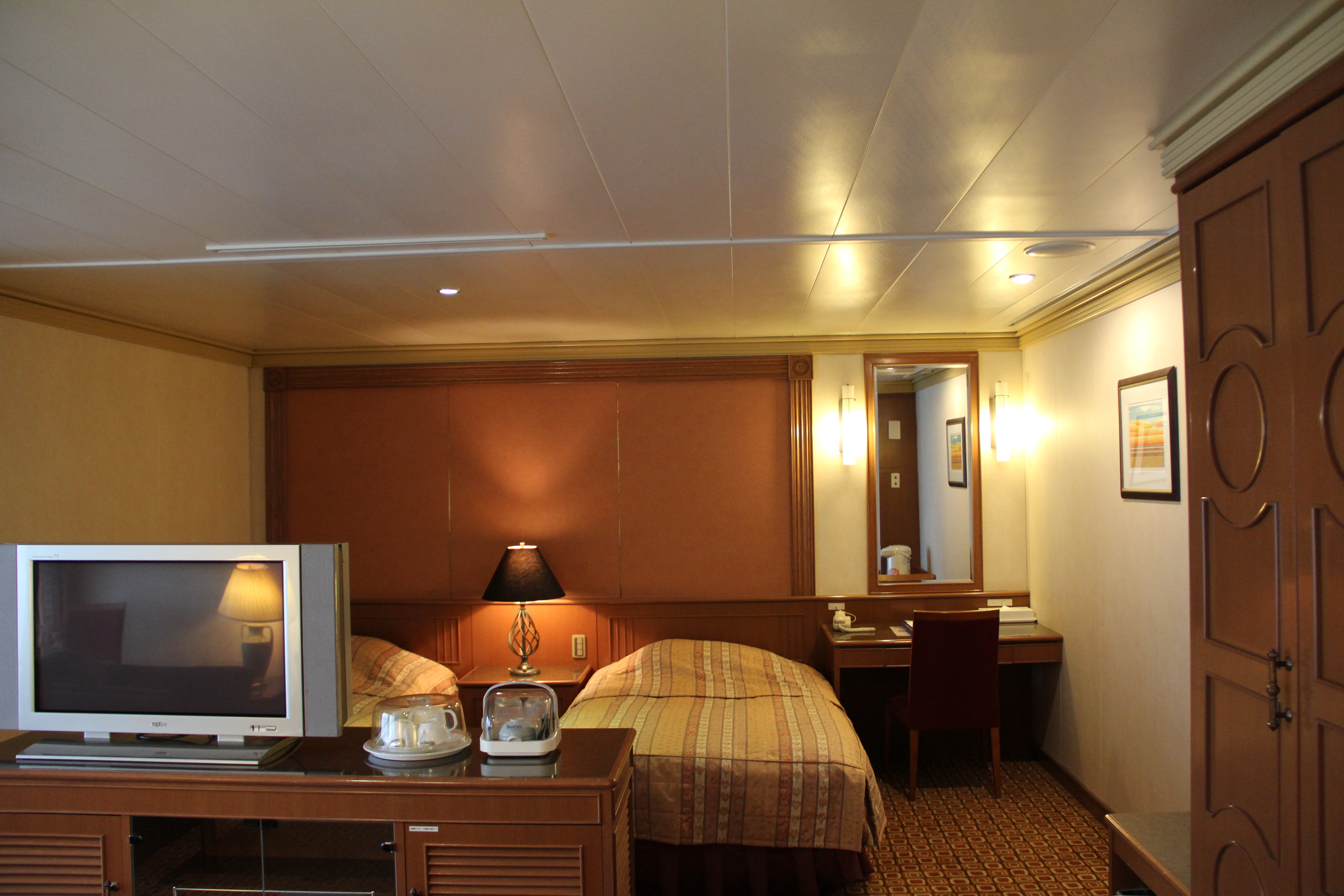
寝室側
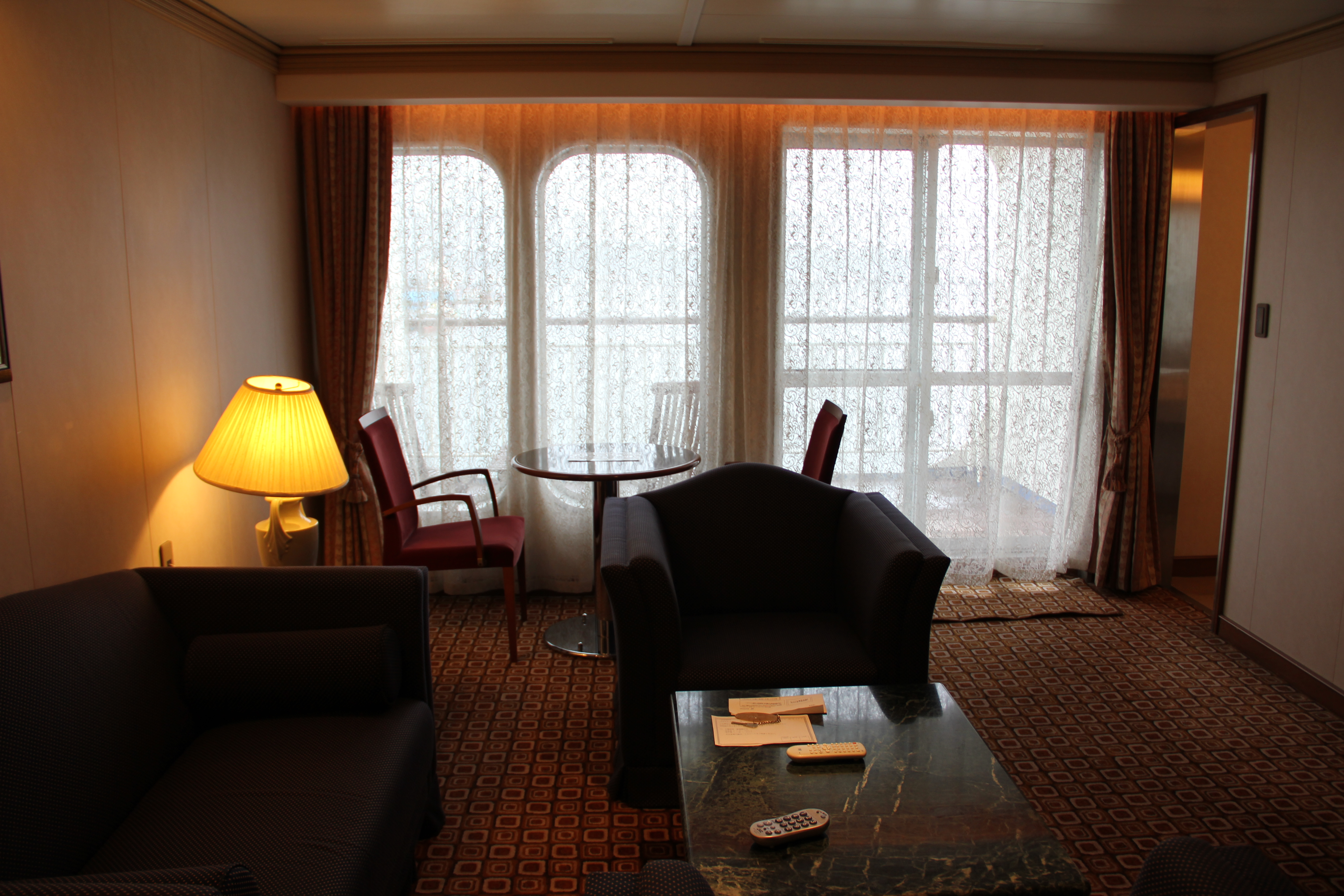
スイートルーム（ツイン×4室） - バス、シャワートイレ、洗面所、専用テラス付、食事サービス  - 寝室側 - リビング側
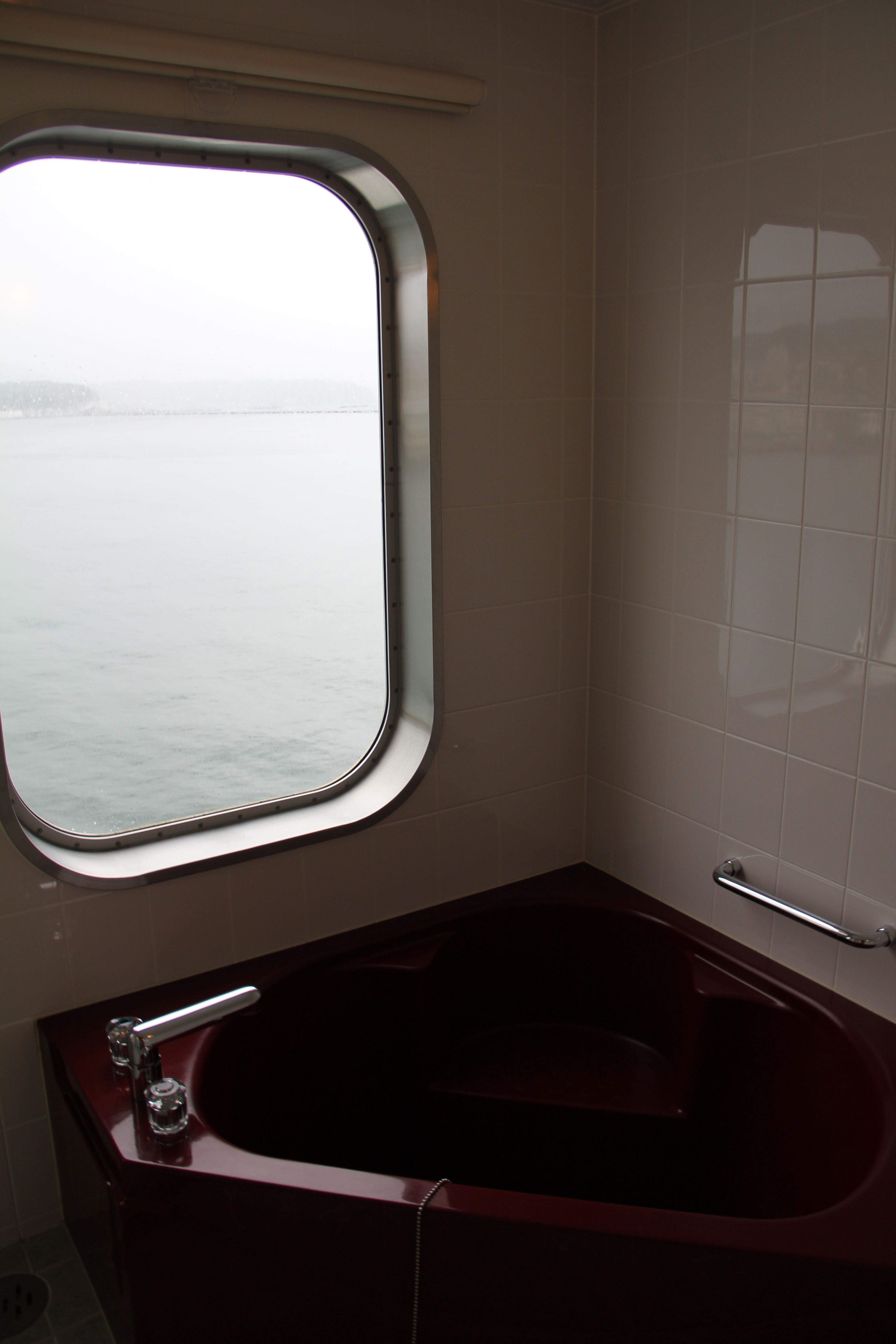
展望浴室
  - 展望浴室

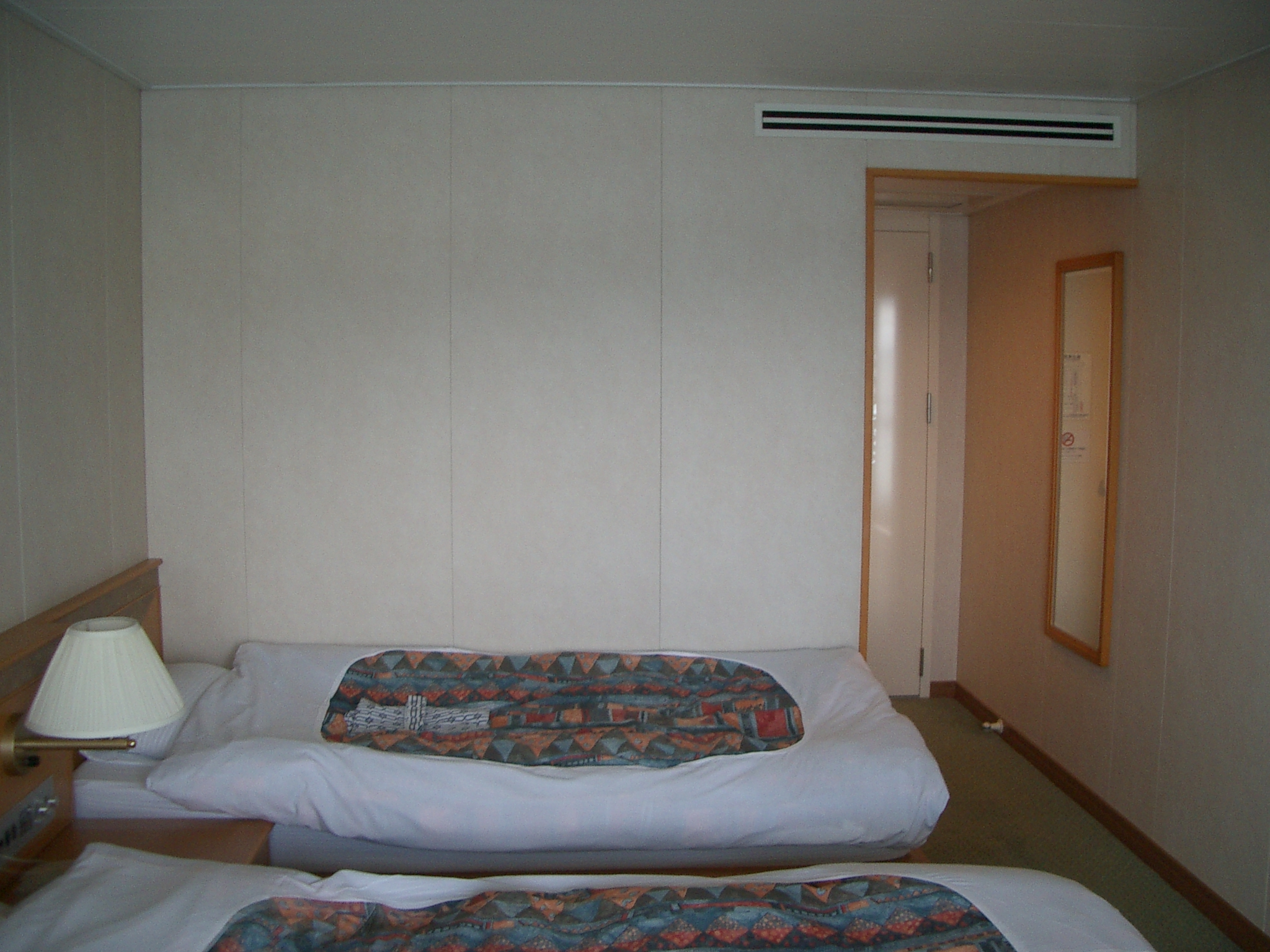
デラックスルームA（ツイン×20室） - バス、シャワートイレ、洗面所、専用テラス付  - デラックスA　通路側 - デラックスA　窓側
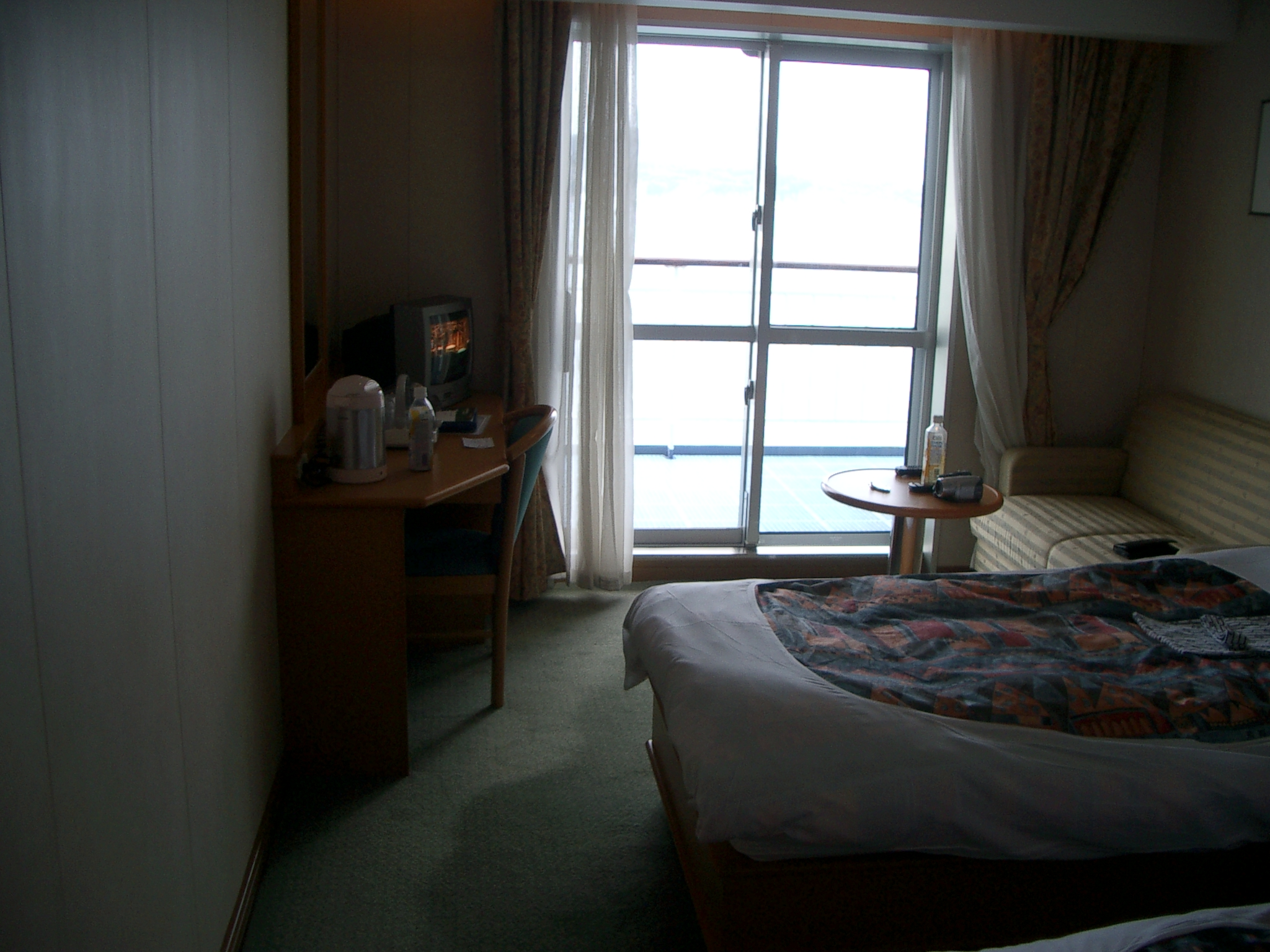
デラックスルームB（ツイン×6室、和室×4室） - バス、シャワートイレ、洗面所付
- ステートルームB（二段ベッド2台×24室、和室×20室） - 洗面所付、アウトサイド（窓あり）
- ステートルームB（ツイン×30室） - 洗面所付、インサイド（窓あり）
- ツーリストS（シングル×36室） - 半個室、インサイド
- ツーリストA（二段ベッド×21室） - アウトサイド（窓あり）　2017年2月、ツーリストJより改装
- ツーリストB（二段ベッド×10室） - インサイド
- ツーリストJ（大部屋×１室） - アウトサイド（窓あり）　2017年2月、改装により22室から大幅減
- ドライバールーム（8室）

### 船内設備
供食・物販設備
- グリル「嵯峨野」
- レストラン「Oasys」
- カフェ「Highland」
- ショップ（売店）

パブリックスペース
- エントランス
- プロムナード
- フォワードサロン「Brise」
- スモーキングルーム「Mocking-Bird」

入浴設備
- 大浴場 - サウナ付
- ランドリー

娯楽設備
- ビデオシアター
- ビデオルーム
- スポーツコーナー
- ゲームルーム